# Enolmis agenjoi
Enolmis agenjoi is een vlinder uit de familie dikkopmotten (Scythrididae). De wetenschappelijke naam is voor het eerst geldig gepubliceerd in 1988 door Passerin d'Entreves.
De soort komt voor in Europa.